# St. George (Utah)
St. George je správní a největší město okresu Washington County ve státě Utah. K roku 2012 zde žilo 75 561 obyvatel. S celkovou rozlohou 168 km² byla hustota zalidnění 433,9 obyvatel na km². Leží na hranici s Arizonou v jihozápadní části státu Utah v Mohavské poušti. Na severu město sousedí s pohořím Pine Valley Mountains. Západně od města se rozprostírá Koloradská plošina. Město se dále nachází 190 kilometrů severovýchodně od Las Vegas v Nevadě a 480 kilometrů jihozápadně od Salt Lake City, největšího města v Utahu.
St. George je pátým nejlidnatějším městem v Utahu a nejlidnatějším městem v Utahu nacházejícím se mimo metropolitní oblast zvanou Wasatch Front. Dále je 303. nejlidnatějším městem v USA. Ve městě se nachází Utah Tech University. Nedaleko města dále leží Národní park Zion a Grand Canyon.